# Важка атлетика на літніх Олімпійських іграх 1920
Змагання з важкої атлетики на літніх Олімпійських іграх 1920 відбулися 29 серпня на Олімпійському стадіоні. Змагалися тільки чоловіки. Розіграно 5 комплектів нагород. Важка атлетика повернулася в програму Олімпійських ігор після перерви: попереднього разу змагання в цьому виді проводили 1904 року.

## Медальний залік
| Дисципліни                 | Золото                    | Срібло                       | Бронза                      |
| -------------------------- | ------------------------- | ---------------------------- | --------------------------- |
| Напівлегка вага до 60 кг   | Франс де А · Бельгія      | Альфред Шмідт · Естонія      | Ежен Ріте · Швейцарія       |
| Легка вага до 67,5 кг      | Альфред Неуланд · Естонія | Луї Віллік · Бельгія         | Флорімон Роом · Бельгія     |
| Середня вага до 75 кг      | Анрі Ганс · Франція       | П'єтро Б'янкі · Італія       | Альберт Петтерссон · Швеція |
| Напівважка вага до 82,5 кг | Ернест Кадін · Франція    | Фріц Гюненберґер · Швейцарія | Ерік Петтерссон · Швеція    |
| Важка вага понад 82,5 кг   | Філіппо Боттіно · Італія  | Жозеф Алцін · Люксембург     | Луї Берно · Франція         |

## Країни-учасниці
Змагалися 53 важкоатлети з 14-ти країн:
- Бельгія (7)
- Чехословаччина (2)
- Данія (5)
- Єгипет (1)
- Естонія (3)
- Фінляндія (1)
- Франція (10)
- Велика Британія (2)
- Греція (1)
- Італія (5)
- Люксембург (3)
- Нідерланди (5)
- Швеція (6)
- Швейцарія (2)

## Таблиця медалей
| Місце               | Країна              | Золото | Срібло | Бронза | Загалом |
| ------------------- | ------------------- | ------ | ------ | ------ | ------- |
| 1                   | Франція (FRA)       | 2      | 0      | 1      | 3       |
| 2                   | Бельгія (BEL)       | 1      | 1      | 1      | 3       |
| 3                   | Італія (ITA)        | 1      | 1      | 0      | 2       |
| 3                   | Естонія (EST)       | 1      | 1      | 0      | 2       |
| 5                   | Швейцарія (SUI)     | 0      | 1      | 1      | 2       |
| 6                   | Люксембург (LUX)    | 0      | 1      | 0      | 1       |
| 7                   | Швеція (SWE)        | 0      | 0      | 2      | 2       |
| Загалом (7 збірних) | Загалом (7 збірних) | 5      | 5      | 5      | 15      |